# Convalida di modelli
In statistica, la validazione dei modelli, detta anche critica o valutazione dei modelli, è definita come il compito di valutare se un modello statistico scelto sia appropriato o meno. Nell'inferenza statistica, accade spesso che inferenze da modelli che sembrano adattarsi ai dati siano in realtà del tutto casuali, inducendo a fraintendere la loro effettiva rilevanza. Per ovviare a questo problema, si utilizza la validazione del modello per verificare se un modello statistico sia in grado di reggere a permutazioni nei dati.
Questo concetto non deve essere confuso con il compito strettamente correlato della selezione dei modelli, ovvero il processo di discriminazione tra più modelli candidati: la validazione del modello non riguarda tanto la progettazione concettuale dei modelli, quanto piuttosto la sola verifica della coerenza tra un modello scelto e i suoi output dichiarati.
Esistono molti modi per validare un modello: 
- I grafici dei residui (residual plot) rappresentano le differenze tra i dati effettivi e le previsioni del modello: le correlazioni nei grafici residuali possono indicare un difetto nel modello.
- La convalida incrociata è una famiglia di metodi di validazione dei modelli (ne esistono molti tipi) che riadattano il modello in modo iterativo, escludendo ogni volta solo un piccolo campione e confrontando se i dati messi da parte sono predetti dal modello.
- La simulazione predittiva viene utilizzata per confrontare i dati simulati con i dati effettivi.
- La validazione esterna comporta l'adattamento del modello a nuovi dati.
- Il criterio di informazione di Akaike può essere utilizzato per stimare la qualità di un modello.

## Collegamenti Esterni
- How can I tell if a model fits my data?  — Handbook of Statistical Methods (NIST)
- Hicks, Dan. "What are core statistical model validation techniques?". Stack Exchange.